# Acacia pervillei
Acacia pervillei är en ärtväxtart som beskrevs av George Bentham. Acacia pervillei ingår i släktet akacior, och familjen ärtväxter.

## Underarter
Arten delas in i följande underarter:
- A. p. pervillei
- A. p. pubescens